# Willow Springs (Missouri)
Willow Springs – miasto w Stanach Zjednoczonych, w stanie Missouri, w hrabstwie Howell.